# 恒天然集团肉毒杆菌事件
恒天然集团肉毒杆菌事件是2013年新西兰乳制品巨头恒天然在全球范围内召回含有肉毒杆菌毒素的产品的一起食品安全事件。被污染的乳清产品是很多第三方婴儿奶粉和运动饮料生产商的生产原料。 在全球7个国家内的1000吨可能遭到污染的乳製品被召回。目前尚无消费者生病案例。中国进口的大部分奶制品奶源来自于新西兰，事件发生后，中国禁止了从新西兰进口恒天然生产的乳清蛋白和浓缩乳清蛋白，以及在澳大利亚生产的以恒天然乳清蛋白粉为原料的婴幼儿奶粉基粉。
事后证明该批浓缩乳清蛋白中所含为肉毒杆菌其中的一种（Clostridium sporogenes），该类肉毒杆菌不具有生成肉毒杆菌毒素的能力。此次召回事件被证实为虚惊一场。

## 背景
恆天然是紐西蘭最大的乳品公司，也是全球最大的乳製品外銷業者。2013年8月4日，新華社報導，澳洲農林漁業部於4日發表的最新聲明指出，全球最大乳製品加工企业新西兰恒天然集团其浓缩乳清蛋白粉产品可能含肉毒桿菌后，新西兰当局宣佈全球召回1000吨可能遭到污染的乳製品。
已從澳洲出口到包括中國大陸在內的一些國家。報導說，目前澳洲政府正和有關國家合作，追查這些產品。 聲明指出，紐西蘭製造、銷往澳洲的可能被肉毒桿菌污染的恆天然乳清蛋白產品共2批。其中一批檢驗不合格，未獲准用於生產人類消費品，但有的可能已用於生產牲畜飼料，追查工作已開始。另一批產品檢驗時沒有發現問題，用這批原料生產的產品已經出口到中国大陸、馬來西亞、越南、泰國及沙特阿拉伯。澳洲正在和這些國家合作，追查產品下落。

## 事件过程
8月2日，新西兰乳制品巨头恒天然集团2日向新西兰政府通报称，其生产的3个批次浓缩乳清蛋白（WPC80）中检出肉毒杆菌，影响包括3个中国企业在内的8家客户。
8月2日晚间，中国国家质检总局官网发布消息，要求进口商立即召回可能受污染产品。
8月3日，新西兰初级产业部发表声明，已经确定5个批次“可瑞康”牌2段婴儿配方奶粉使用含有肉毒杆菌的浓缩乳清蛋白粉，建议新西兰父母暂停为6个月以上宝宝喂食“可瑞康”牌2段婴儿配方奶粉。
8月3日，恒天然举行新闻发布会，执行董事加里·罗马诺介绍说，检测显示，新西兰本地一家工厂2012年5月生产的3批浓缩乳清蛋白含有肉毒杆菌。这些“受污”产品总量达40吨左右。暂时没有收到“受污”产品引发的健康问题报告。此外，这些可能造成服食者中毒的受污染浓缩乳清蛋白粉被提供给8家制造商，用作生产婴儿奶粉、儿童成长奶粉和运动饮料的原料，涉事产品估计达到900吨。
8月4日，中国国家质检总局公布3个品牌的4家“涉事”中国公司。

## 涉及廠商
8月初，該公司宣佈因加工廠管線不潔，部分乳製品遭到肉毒桿菌污染，緊急回收了中國大陸等地產品。大陸和俄國都一度暫停進口。乳製品是最主要的外銷品，占該國對外出口額的1/4，也佔經濟總產值的1/3；中國大陸則是紐國乳製品的最大買家。
- 新西兰：

1. 达能旗下的纽迪西亚（Nutricia）的新西兰分公司召回可瑞康（Karicare）品牌的3个批号的婴幼儿配方乳品。此批产品未出口中国，但中国国家质检总局发布紧急警示提醒消费者提防从其他渠道进入中国的这些批次产品。[5][6]

- 中國大陸：

中国国家质检总局8月4日公布的首批受影响企业为杭州娃哈哈保健食品有限公司、杭州娃哈哈进出口有限公司、上海烟酒糖（集团）有限公司和多美滋婴幼儿食品有限公司。8月5日晚，国家质检总局发布通告要求雅培（上海）有限公司召回其具有风险的相关产品。
1. 雅培召回两批喜康力奶粉(已确认这两批次产品共有7181箱，除约112箱已售出外，其余7069箱已被隔离封存)。雅培方面相关负责人向《第一财经日报》记者表示，雅培并非恒天然集团CEOTheo Spierings在前日肉毒杆菌媒体沟通会上所说的不愿公开名字的“神秘客户”。该负责人表示，在此次事件中，雅培从未要求恒天然隐瞒其名字，雅培也在8月5号公开了受影响情况。[8]
2. 娃哈哈相關飲品。娃哈哈集团8月5日公布了使用恒天然JW22批号乳清蛋白生产产品批号信息。
3. "多美滋"牌嬰兒奶粉。

- 馬來西亞

1. 达能多美滋（Danone Dumex Malaysia）四項奶粉產品如下;Dumex Dupro Step 2、Mamex Cherish Step 1、Mamex Explore Step 2、Bebelac Step 2。

## 後續
- 紐西蘭初級產業部(Ministry of Primary Industries)代理總幹事Scott Gallacher於2013年8月28日表示，過去三週的測試顯示，該公司的乳製品濃縮乳清蛋白內含的有機體為產孢梭菌，對人類無害，不會危害人類健康，數量過多只會使產品加速變質，根本無需召回產品。

## 外部連結
- 南洋商报 04-07-2013